# Nikola Stipić
Nikola Stipić (Bihács, 1937. november 30. –) bosnyák labdarúgó.
A jugoszláv válogatott tagjaként részt vett az 1962-es világbajnokságon.
26 évesen súlyos térdsérülést szenvedett, aminek következtében korán véget ért a labdarúgó pályafutása.

## Sikerei, díjai
Crvena zvezda
- Jugoszláv bajnok (4): 1956–57, 1958–59, 1959–60, 1963–64
- Jugoszláv kupa (3): 1957–58, 1958–59, 1963–64
- Közép-európai kupa (1): 1958